# Местекань (комуна)
Местекань, Местекані (рум. Măstăcani) — комуна у повіті Галац в Румунії. До складу комуни входять такі села (дані про населення за 2002 рік):
- Кірафтей (2830 осіб)
- Местекань (2424 особи)

Комуна розташована на відстані 212 км на північний схід від Бухареста, 37 км на північ від Галаца.

## Населення
За даними перепису населення 2002 року у комуні проживали 5254 особи.
Національний склад населення комуни:
| Національність   | Кількість осіб | Відсоток |
| ---------------- | -------------- | -------- |
| румуни           | 5245           | 99,8%    |
| росіяни-липовани | 3              | 0,1%     |
| німці            | 1              | < 0,1%   |

Рідною мовою назвали:
| Мова      | Кількість осіб | Відсоток |
| --------- | -------------- | -------- |
| румунська | 5250           | 99,9%    |
| російська | 3              | 0,1%     |
| німецька  | 1              | < 0,1%   |

Склад населення комуни за віросповіданням:
| Релігія        | Кількість осіб | Відсоток |
| -------------- | -------------- | -------- |
| православні    | 5250           | 99,9%    |
| п'ятдесятники  | 1              | < 0,1%   |
| греко-католики | 1              | < 0,1%   |
| старообрядці   | 1              | < 0,1%   |
| атеїсти        | 1              | < 0,1%   |